# 알카자르 경기장

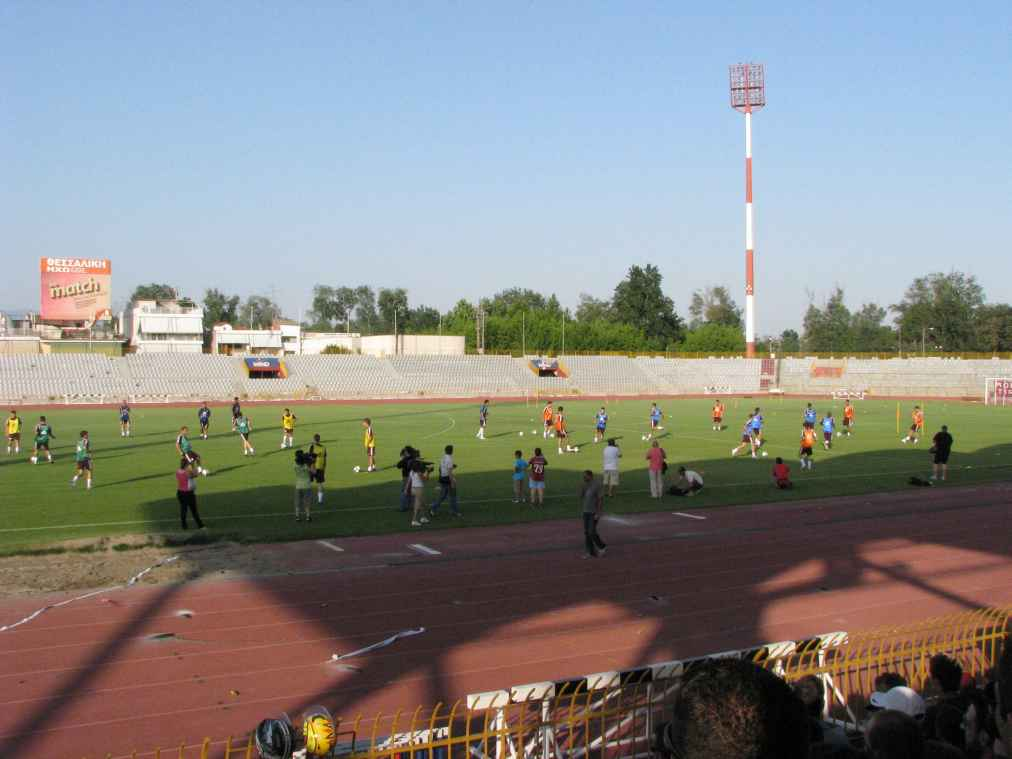

알카자르 경기장(Alkazar Stadium)은 다목적 경기장으로 그리스 라리사에 위치해 있다. 현재는 주로 축구 경기를 하는 용도로만 사용되며 AEL 라리사의 홈구장이다.
알카자르는 1965년에 건설되었으며, 수용인원은 13,108명이다. 알카자르 경기장은 2009년에 AEL 아레나로 교체될 예정이다.